# Tanjung Selor
Tanjung Selor è una città non autonoma e capitale sia della provincia di Kalimantan Settentrionale sia della reggenza di Bulungan, in Indonesia. Il distretto possiede un'area di 1,277.81 km² e una popolazione di 39'439 abitanti in base al censimento del 2010. Possiede anche uno specifico aeroporto chiamato Tanjung Harapan Airport.